# Gabrius subnigritulus
Gabrius subnigritulus – gatunek chrząszcza z rodziny kusakowatych i podrodziny kusaków.

## Taksonomia
Gatunek ten opisany został po raz pierwszy w 1913 roku przez Normana Humberta Joya. Jako lokalizację typową wskazano „Kaukaz”. W 1933 roku Otto Scheerpeltz błędnie przyjął poprawność epitetu subnigritulus wprowadzonego w kombinacji Philonthus nigritulus a. subnigritulus przez Edmunda Reittera w 1909 roku i zaproponował dla omawianego taksonu nowy epitet gatunkowy subnigrituloides. Nazwa wprowadzona przez Reittera została jednak w randze aberracji, stanowiąc w świetle Międzynarodowego kodeksu nomenklatury zoologicznej nomen nudum, w związku z czym wprowadzony przez Joya epitet pozostaje ważny, a propozycja Scheerpeltza stanowi jego młodszy synonim.

## Morfologia
Chrząszcz o wydłużonym ciele długości od 4,4 do 4,6 mm. Ubarwienie ma czarnobrunatne z przyciemnioną głową, żółtobrunatnymi czułkami oraz jednolicie brunatnożółtymi odnóżami. Głowa jest nieco dłuższa niż szeroka. Czoło zaopatrzone jest w poprzeczny szereg czterech punktów, z których dwa środkowe wysunięte są ku przodowi w sposób niewyraźny. Skronie są od 2 do 2,2 raza dłuższe od oczu. Przedostatni człon czułków ma szerokość niewiele większą od długości. Przedplecze jest wyraźnie dłuższe niż szerokie, niezwężone ku przodowi, natomiast lekko zwężone ku tyłowi. Na jego powierzchni występują rzędy grzbietowe zawierające sześć punktów. Pokrywy mierzone wzdłuż szwu są tak długie jak przedplecze, a mierzone wzdłuż bocznych brzegów nieco od niego dłuższe. Genitalia samca mają edeagus o gwałtownie ściętym szczycie oraz szerokości mniejszej i zarysie bardziej regularnym niż u G. nigritulus.

## Ekologia i występowanie
Kuskowaty ten zasiedla obszary bagniste.
Owad palearktyczny, w Europie znany m.in. z Austrii, Czech, Słowacji, Węgier i Bułgarii. Dalej na wschód występuje na Kaukazie (w tym w Dagestanie), Zakaukaziu, Syberii, w Kazachstanie i Turcji.